# WJ Stay?
WJ Stay? — шестой мини-альбом южнокорейско — китайской гёрл-группы Cosmic Girls. Альбом был выпущен 8 января 2019 года лейблами Starship Entertainment и Yuehua Entertainment и был распространен kakao M. Альбом состоит из семи синглов, в том числе ведущего сингла «La La Love». 
Это последний альбом с участием бывших участниц Сюаньи, Чэн Сяо и Мэйчи после того, как они покинули группу по истечении срока их контрактов в марте 2023 года.

## Предпосылки и релиз
24 декабря 2018 года Starship Entertainment сообщила через свои официальные аккаунты в социальных сетях, что Cosmic Girls выпустят новый альбом 8 января 2019 года.
Такде сообщалось, что участницы Мейчи, Сюани и ЧенСяо не будут участвовать в продвижении своего альбома из-за деятельности в Китае, но приняли участие в записи «Memories».
Участницы группы Экси и Давон участвовали в написании седьмого трека «Ujung». Экси, также числится в качестве соавтора по всем направлениям.
В день выхода альбома также был выпущен клип на сингл «La La Love».

## Трек-лист
| №                   | Название                           | Текст песни                             | Музыка                                                                         | Arrangement                                 | Длительность |
| ------------------- | ---------------------------------- | --------------------------------------- | ------------------------------------------------------------------------------ | ------------------------------------------- | ------------ |
| 1.                  | «La La Love»                       | 진리(FULL8LOOM) Exy                     | 영광의얼굴들(FULL8LOOM) 진리(FULL8LOOM) JAKE K(FULL8LOOM)                      | 영광의 얼굴들(FULL8LOOM) JAKE K(FULL8LOOM)  | 3:22         |
| 2.                  | «You Got»                          | 진리(FULL8LOOM) Exy                     | 영광의 얼굴들(FULL8LOOM) 진리(FULL8LOOM) JAKE K(FULL8LOOM)                     | 영광의 얼굴들(FULL8LOOM), JAKE K(FULL8LOOM) | 3:34         |
| 3.                  | «Star» (1억개의 별)                | 이하진 최현준 김승수 Exy                | 최현준 김승수                                                                  | 최현준 김승수                               | 4:15         |
| 4.                  | «Memories» (그때 우리)             | 정호현(e.one), 최현준 정민 Exy          | 정호현(e.one) 최현준 정민                                                      | 정호현(e.one) 최현준 정민                   | 3:09         |
| 5.                  | «Cantabile» (칸타빌레(노래하듯이)) | 키겐(Kiggen) MOpin 김진솔 Exy           | 키겐(Kiggen) MOpin 김진솔 Min                                                  | 키겐(Kiggen) MOpin 김진솔                   | 3:24         |
| 6.                  | «12 O’clock»                       | Kriz 브라더수(BrotherSu) Dart P!Bee Exy | dress Kriz 브라더수(BrotherSu) 글로잉독(glowingdog) Yenevara 김연서 Dart P!Bee | dress Yenevara                              | 3:35         |
| 7.                  | «Ujung» (우주정거장)               | Dawon 김규석 Exy                        | Dawon 신쿵                                                                     | 신쿵                                        | 3:06         |
| Общая длительность: | Общая длительность:                | Общая длительность:                     | Общая длительность:                                                            | Общая длительность:                         | 24:25        |

## Чарты

### Weekly
| Чарты (2019)               | Пиковые позиции |
| -------------------------- | --------------- |
| South Korean Albums (Gaon) | 2               |

### Monthly
| Чарты (2019)               | Пиковые позиции |
| -------------------------- | --------------- |
| South Korean Albums (Gaon) | 6               |